# SN 2006ct
SN 2006ct – supernowa typu Ia odkryta 25 maja 2006 roku w galaktyce A120957+4705. W momencie odkrycia miała maksymalną jasność 17,00m.